# Bracon semiflavus
Bracon semiflavus är en stekelart som beskrevs av Gaspard Auguste Brullé 1846. Bracon semiflavus ingår i släktet Bracon och familjen bracksteklar. Inga underarter finns listade.